# Gevangene

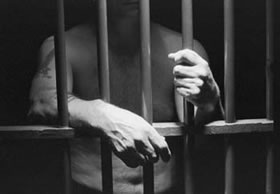
Gevangene

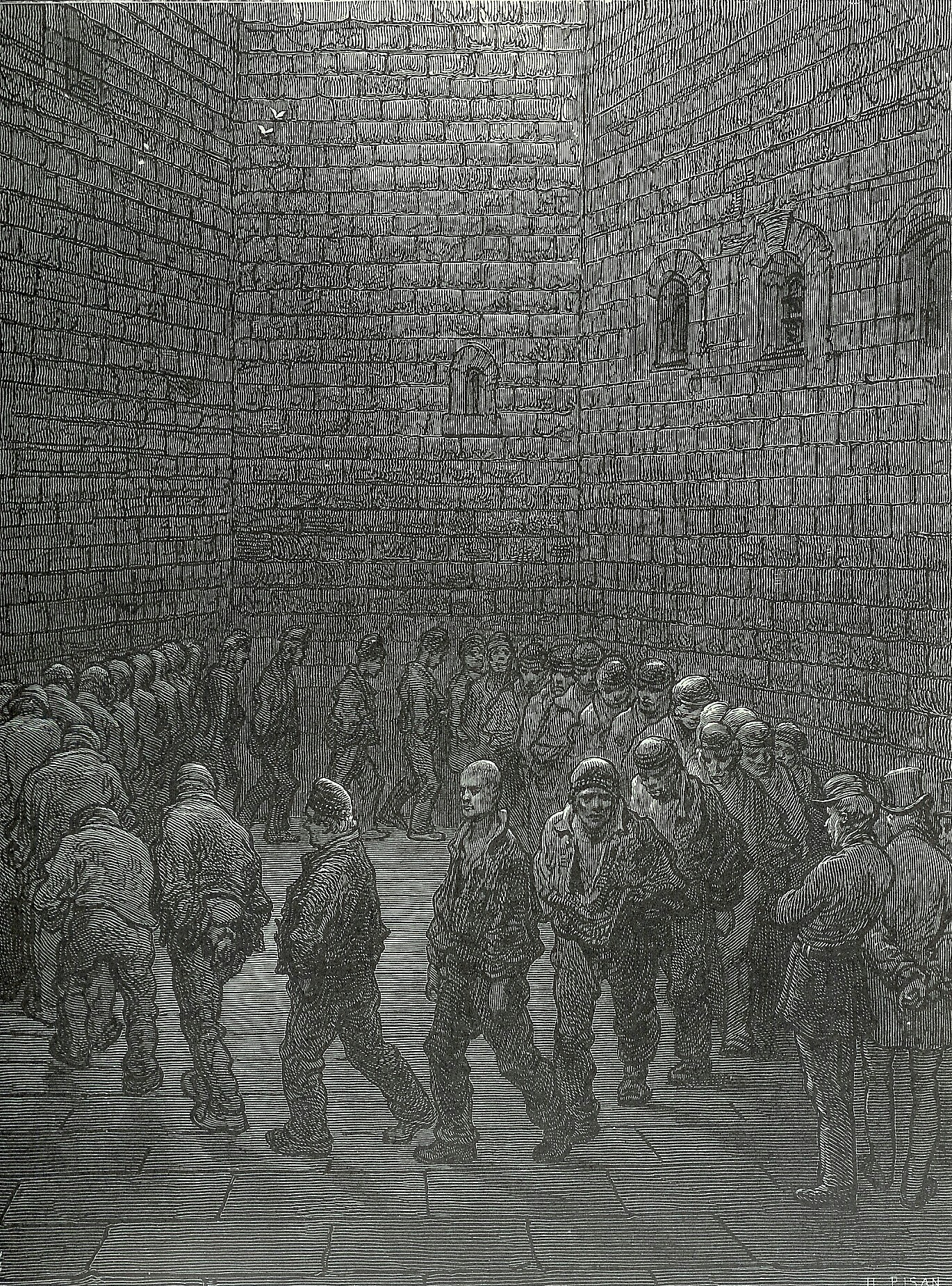

Een gevangene (of gedetineerde) is iemand die in een gevangenis verblijft. De meeste gevangenen zijn door een rechter veroordeeld of wachten op een veroordeling. Niet alle gedetineerden zijn dus crimineel. 
Voordat een gevangene in Nederland wordt vrijgelaten, wordt hij of zij begeleid door de reclassering en doorloopt hij een resocialisatietraject waarbij hij vaak eerst in een gedeeltelijk gesloten inrichting wordt opgenomen. Dat wil zeggen dat de gevangene overdag bijvoorbeeld een baan kan hebben, maar 's avonds wel in de inrichting verblijft, waardoor hij weer kan wennen aan de maatschappij.
In Nederland bestaat een belangenvereniging van (ex-)gedetineerden, de Bond van Wetsovertreders, opgericht in 1972.

## Verlof
De Regeling tijdelijk verlaten van de inrichting onderscheidt de volgende vormen van verlof:
- Algemeen verlof
- Regimesgebonden verlof
- Verlof tijdens verblijf in een inrichting voor stelselmatige daders
- Incidenteel verlof